# 中国电影公司
中国电影公司，简称中影公司，1951年2月1日成立于北京，中国电影集团的前身之一。

## 历史
1949年3月，中央电影事业管理局成立，内设发行处负责全国电影发行业务，同时在东北、西北、华北、华东、中南和西南等六大行政区设立了影片经理公司，负责各区域的电影发行放映业务。1951年1月15日，中央电影局在北京建立中国影片经理公司总公司，各行政区的影片经理公司改名为区公司，同时在各省、市、自治区设立分支机构，以此建立起全国电影发行网。1953年8月1日，中国影片经理公司改名为中国电影发行公司。
1958年3月12日，与中华人民共和国文化部电影局放映网管理处合并，改组为中国电影发行放映公司。中国电影发行放映公司简称为中影公司，具有行政管理和企业经营双重性质。1958年，中影公司各大区代办处取消，各省、市、自治区的分支机构均改名为电影发行放映公司，其行政上的隶属关系全部划归地方政府负责。
1971年12月，经中华人民共和国国务院文化组批准，中国电影发行放映公司、中国电影器材公司、中国电影资料馆正式合并，更名为中国电影公司。1978年，中国电影资料馆恢复建制。1979年12月，中国电影发行放映公司、中国电影器材公司恢复建制。
1979年8月1日，国务院批转文化部、财政部《关于改革电影发行放映管理体制的请示报告》[国发(1979)198 号文件]。随着该文件的贯彻实施，中国大陆地区因为文化大革命遭到破坏的电影发行放映网得以恢复和发展，中影公司在电影发行放映业务方面的领导地位被确定。根据该文件的规定，电影发行收入的70%需上缴中影公司，30%留给各省级发行公司。1980年，文化部发布1588号文件，规定中影公司根据发行需要所印制的拷贝量按一定单价与制片厂结算，并按拷贝基数浮动10%的结算办法。
1980年代初，电影发行放映业主体的企业性质日益突出。1984年5月，文化部正式提出“成立中国电影总公司”的体制改革方案。1984年，中共中央颁布《中共中央关于经济体制改革的决定》，电影业被规定为企业性质（事业单位企业化管理），独立核算，自负盈亏，通过银行借贷筹资生产、实现利润，交纳10余种税金。
1992年，更名为中国电影发行放映输出输入公司。1994年11月，政府主管部门授权中影公司每年引进10部“基本反映世界优秀文化成果和当代电影艺术、技术成就的影片”，并以分账方式由中影公司在国内发行，以发行收入来保证中影公司完成扶持老、少、边、穷地区电影事业的任务。1995年，更名为中国电影公司。
1998年，经广电总局、国家经济贸易委员会、财政部等政府部门批复，以中国电影公司为集团母公司，北京电影制片厂、中国儿童电影制片厂、中国电影合作制片公司、中国电影器材公司、北京电影洗印录像技术厂等公司作为子公司，电影频道作为其他成员单位，共同组建中国电影集团公司。1999年2月4日，中影集团成立。

## 备注
1. ↑  一说1951年2月[1]
2. ↑  一说1952年10月[3]
3. ↑  1951年7月1日成立于北京[5]
4. ↑  1958年9月成立于北京[5]